# Nicolas Chappuis
Nicolas Chappuis, parfois orthographié Chapuis ou encore Chapuys, est un artisan serrurier Franc-Comtois, actif lors de la première moitié du XVIIIe siècle.

## Biographie
La date de naissance de Nicolas Chappuis est inconnue. D'après Auguste Castan, il serait né à Rans, - dans l'actuel département français du Jura- emplacement de son premier atelier connu,,. Pour Paul Brune il serait natif de Poligny.
Le 14 juillet 1703, il est fait citoyen de la cité royale de Besançon, pour la confection de la grille de l’hôpital Saint-Jacques, qu'il réalisa dans son atelier du Jura,,.
Le 25 novembre 1705, avec l'aval des vicomtes mayeurs, il lui est octroyé le titre de maitre, au sein de la corporation des serruriers,,, avec une dispense de chef-d’œuvre,.

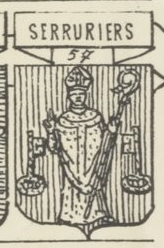
Armoiries de la corporation des serruriers de Besançon.

Les autres maitres de la profession refuseront de l'inscrire dans le registre,. Réaction que l'archiviste et historien Maurice Pigallet attribut à de la jalousie. L'un des maitres jurés finira en prison

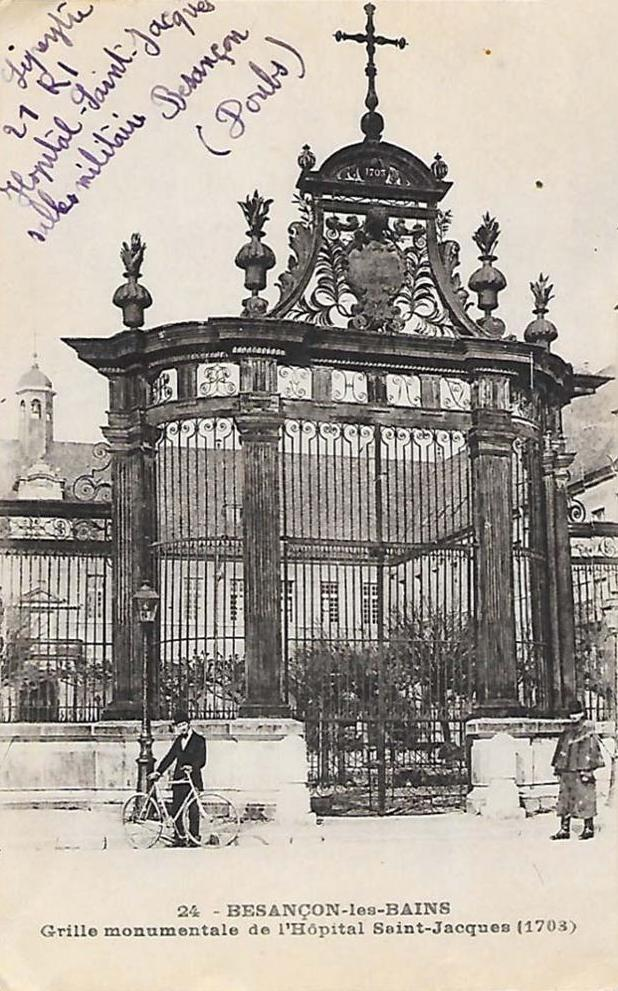
Grille fermant la cour d'honneur de l’hôpital Saint-Jacques de Besançon, peu après 1900.

Toutefois, Nicolas Chappuis quitte Besançon et s'installe dans un nouvel atelier à Recologne,,, en 1714,. À la suite de sa demande,, en 1729, il retourne à Besançon avec ses quatre fils, contre 100 livres et une exemption de logement militaire,,.
D'après Paul Brune, Nicolas Chappuis serait décédé à Besançon.

## Ouvrages

### En Franche-Comté
En 1696, Chappuis réalise un pupitre pour l'ancien prieuré de Vaux-sur-Poligny,, édifice détruit lors de la Révolution française.
En 1703, il termine la conception de la grille de l’hôpital Saint-Jacques de Besançon,,; Pour un cout de 12 000 livres,. Cette dernière est classée monument historique depuis le 20 décembre 1916,. Elle est repeinte en 1920, puis, entièrement restaurée de 1931 à 1933.
De 1705 à 1708, il conçoit la grille séparant le cœur et la nef de la collégiale Notre-Dame de Dole.

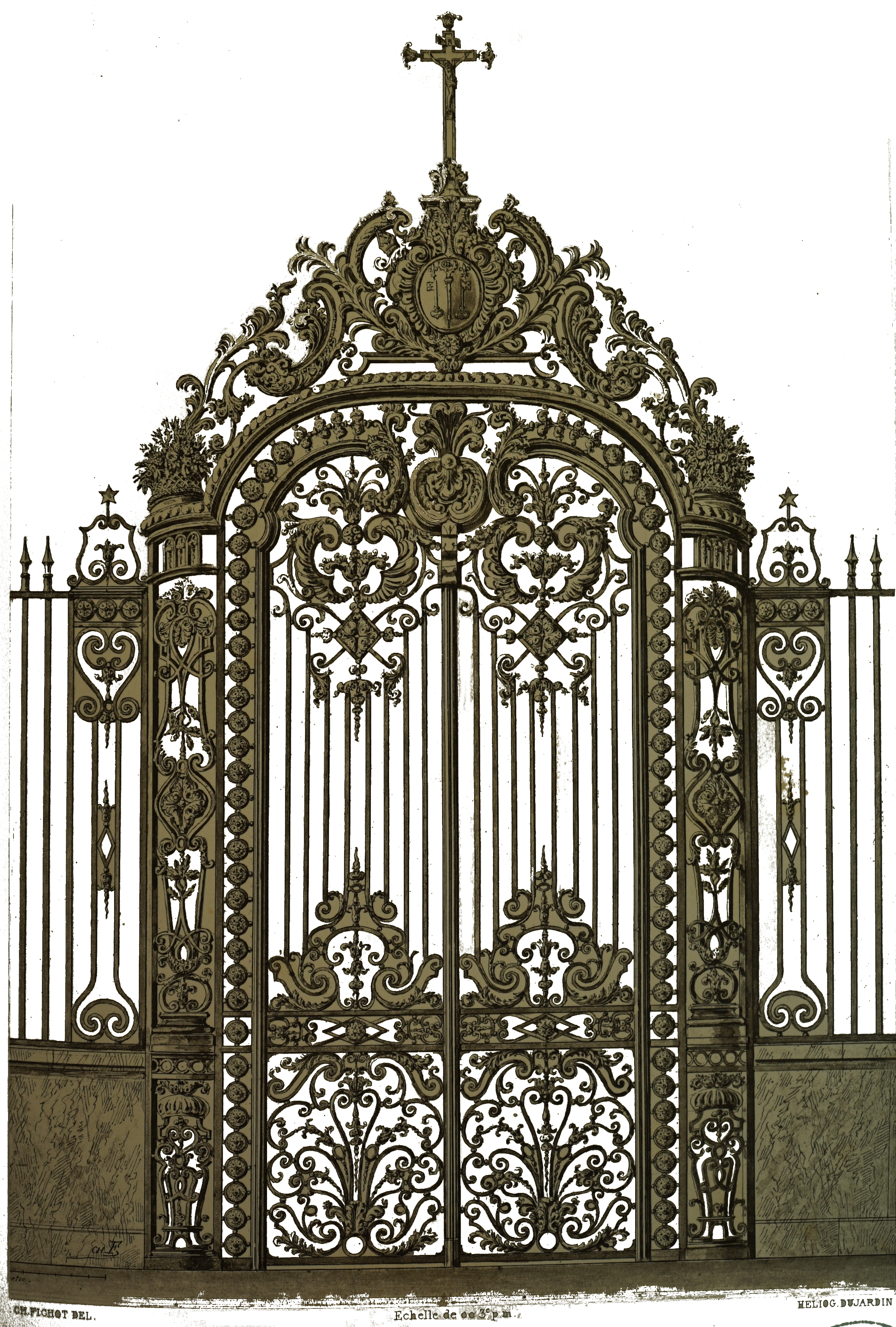
Dessin de l'ancienne grille fermant le chœur de la cathédrale de Troyes. Charles Fichot, 1894. Bibliothèque municipale de Reims.

En 1745, il fabrique le cadran d'une horloge conçue par l'horloger François Mestregent et destinée à l'ancien monastère du Refuge. Transférée depuis à l’hôpital Saint-Jacques,,, elle est, elle aussi, classée MH le 20 décembre 1916,.
En 1714, il se proposa de terminer la construction du pupitre de la cathédrale Saint-Jean de Besançon , à condition qu'on le lui amène à son nouvel atelier de Recologne. L'affaire ne sera jamais concrétisée.

### En Champagne
Toutefois, la notoriété de Nicolas Chappuis s'étendit jusque dans la province de Champagne,,,.
Vers 1727, il  réalise - avec l'aide de ses quatre fils - une grille pour l'abbaye de Morimond, située dans l'actuel département de la Haute-Marne. Il y réalisera aussi avec l'aide de son fils ainé, Claude François Chappuis, un retable, avant l'année 1753.
De 1727 à 1732, il réalise 6 grilles et 2 portes pour la cathédrale Saint-Pierre-et-Saint-Paul de Troyes,,, pour la somme de 10 000, ou 12 000 livres, selon les sources.